# Panagiotis Verdes
Panagiotis Verdes é um inventor grego, criador das variações do cubo de Rubik 6x6x6, 7x7x7, 8x8x8 e 9x9x9.

## Inventions

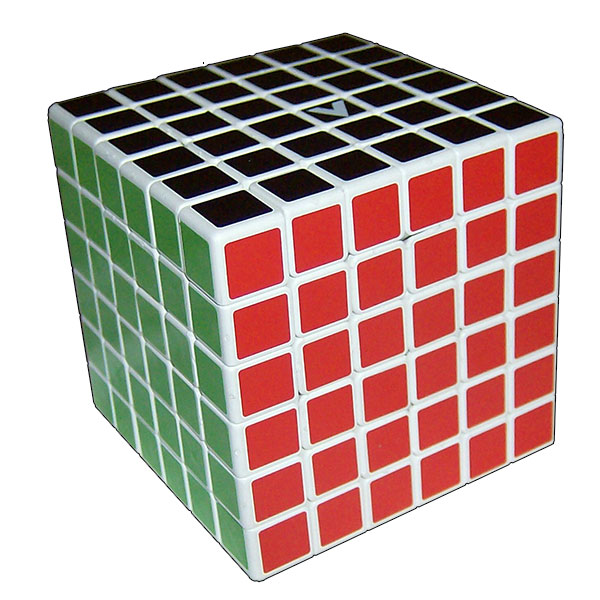
O V-Cube 6 na configuração resolvido

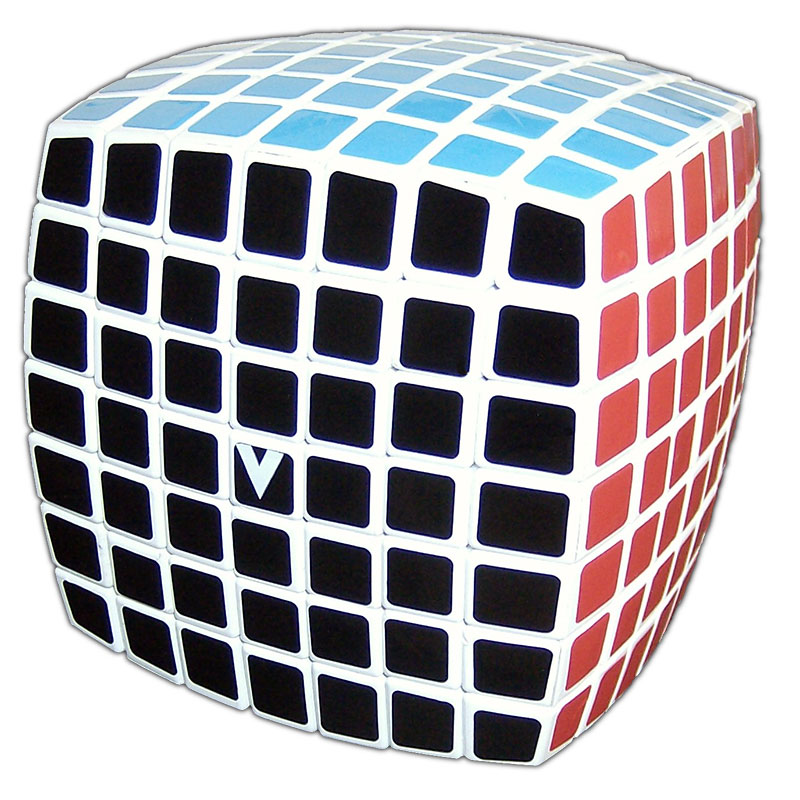
O V-Cube 7 na configuração resolvido

Antes da invenção de Verdes, o cubo 6x6x6 cube era considerado ser impossível devido a restrições geométricas. A invenção de Verdes usa um mecanismo completamente diferente daquele do cubo de Rubik; seu mecanismo é baseado sobre superfícies cônicas de ângulo direito concêntricas, cujos eixos de rotação coincidem com os semi-eixos do cubo. As patentes para os cubos foram concedidas em 2004, e a produção em massa começou em 2008. O mecanismo de Verdes permite cubos de até o tamanho 11x11x11, porque cubos maiores apresentam restrições geométricas.